# Мухаммад Кам Бахш
Шахзаде Султан Мухаммад Кам-Бахш Бахадур (7 марта (по другим данным 6 марта) 1667 — 14 января 1709) — могольский принц из династии Бабуридов, субадар Биджапура и Хайдерабада (1707—1709), претендент на императорский престол (1707—1709). Младший сын могольского императора Аурангзеба, рожденный от его наложницы Удайпури Махал.

## Ранняя жизнь
Кам Бахш родился 7 марта 1667 года в ДелиОн был пятым (младшим) сыном шестого могольского императора Аурангзеба. Его матерью была грузинская наложница Удайпури Махал Сахиба (? — 1707). Принц был обрезан 23 марта 1673 года.
Был трижды женат. 2 февраля 1681 года Кам Бахш женился на Фахр-Джахан-Ханум, дочери мансабдара Бархурдара-бека. Позднее в том же году, 9 августа, принц во второй раз женился на Джамилат-ун-Ниссе Бегум, урожденной Кальян Каур по прозвищу Манохарпури Махал, дочери Амара Чанда и сестре Джагат Сингха из Манохарпура. Её приданое составляло 20 000 рупий. Третьей женой принца стала Азарм Бану Бегум, дочь Муаззама Саядат-хана, на которой он женился 14 марта 1683 года. Она умерла в Дели 13 февраля 1745 года.
Его сыновьями были Умайд Бахш-Мирза (род. и ум. 1684), Мухаммад Мухи-ус-Суннат Мирза (? — 1747), Мухаммад Фирузманд Мирза и Барикулла Мирза (? — 1709). Также у него было две дочери, одна из которых, Азарм Бану Бегум, которая в ноябре 1709 года вышла замуж за принца Мухаммада Карима Мирзу, сына принца Азима-уш-Шана Мирзы и внука могольского падишаха Бахадур Шаха I.

## Борьба за власть
В феврале 1707 года император Аурангзеб назначил принца Кам Бахша субадаром Биджапура и Хайдарабада. После смерти своего отца Аурангзеба в марте того же 1707 года Кам Бахш с войском выступил в поход на Биджапур. Когда известие о смерти Аурангзеба стало известно в Биджапуре, местный губернатор Саид Нияз-хан сдал принцу крепость. Кам Бахш присвоил себе титул «Падишах Кам Бахш-и-Динпанах» (Император Кам Бахш, Защитник веры). В мае того же 1707 года Кам Бахш отправил войско под командованием Ахсан-хана на области Голконда и Хайдарабад. Наместник Голконды отказался сдаваться, а субадар Хайдерабада Рустам Дил-хан согласился отдать провинцию Кам Бахшу.
В марте 1707 года после смерти падишаха Аурангзеба трое его сыновей, шахзаде Мухаммад Муаззам, Мухаммад Азам Шах и Мухаммад Кам Бахш, начали междоусобную войну за его престол. Сам Аурангзеб назначил своим наследником старшего из оставшихся в живых сыновей, шахзаде Мухаммада Муаззама, который с войском выступил из Кабула на столицу. Мухаммад Азам Шах также заявил о своих претензиях на престол и объявил себя падишахом. Мухаммад Азам Шах с армией вступил в Агру и занял престол падишаха. В июне того же 1707 года к Агре подошел шахзаде Мухаммад Муаззам со своей армией. 18 июня 1707 года в решающей битве при Джаджау Мухаммад Муаззам одержал победу над Мухаммадом Азам Шахом и занял императорский престол под именем Бахадур-Шаха I.
В 1708 году Бахадур Шах I во главе могольской армии выступил в карательный поход против своего младшего брата Кам Бахша. 28 июня 1708 года падишах Бахадур-Шах прибыл в Хайдарабад, где получил известия о нападении Кам Бахша на Махлибандар. Кам Бахш хотел захватить в крепости казну, чтобы использовать деньги для дальнейших походов. Субадар провинции Джан Сипар-хан отказался передать шахзаде казну. В ответ Кам Бахш захватил казну, конфисковал имущество субадара и набрал четыре тысячи солдат для своей армии. В июле гарнизон крепости Гульбарга отказался повиноваться власти Кам Бахша, командир гарнизона Далер-хан Биджапури сообщил о своём дезертирстве падишаху Бахадур-Шаху. 5 ноября 1708 года Бахадур-Шах прибыл в Бидар. Историк Уильям Ирвин писал, что по мере приближения армии падишаха усилилось дезертирство из войска Кам Бахша. 1 ноября Кам Бахш конфисковал имущество заминдара Вакинкхеры за то, что он оставил его армию.
Бахадур-Шах опасался, что его брат Кам Бахш может попытаться бежать в Персию. По его приказу великий визирь Зульфикар-хан составил договор с английским губернатором Мадраса, обещая заплатить ему два лакха рупий, если он сможет захватить Кам Бахша, если тот попытается бежать.
20 декабря 1708 года шахзаде Кам Бахш с небольшим войском двинулся на Талаб-и-Мир Джумле, на окраине Хайдарабада, где собирался встретить армию падишаха Бахадур-Шаха. Падишах назначил командующим авангарда своего сына Джахандар-Шаха, которого затем заменил Хан Заман. 12 января 1709 года Бахадур-Шах прибыл с армией к Хайдарабаду и стал готовиться к решающей битве.
13 января 50-тысячная императорская армия двинулась на войско шахзаде Кам Бахша. Императорские силы были разделены на две части — одной командовал Мумин-хан (ему помогали шахзаде Рафи-уш-Шан и Джахан-Шах), а второй — Зульфикар-хан. Войска Бахадур-Шаха вскоре окружили лагерь Кам Бахша.
Шахзаде Кам Бахш лично участвовал в отражении вражеской атаки. Он сам стрелял по врагу из лука, расстреляв два колчана стрел. Кам Бахш был ранен, окружен и взят в плен вместе со своим сыном Барикуллой. Между Мумин-ханом и Зульфикар-ханом возник спор из-за того, кто на сам дела взял в плен Кам Бахша. Принц Рафи-уш-Шан решил этот спор, приписав его Зульфикар-хану.
Пленный Кам Бахш был доставлен в лагерь своего брата Бахадур-Шаха. Падишах подошел к его постели и сказал: «У меня не было никакого желания видать тебя униженным до такой степени». Сам падишах также смыл раны с его тела и заменил запачканную кровью одежду, кроме того, заставив принца принять «несколько ложек пищи». На следующее утро 14 января 1709 года шахзаде Кам Бахш скончался. Через десять дней его тело было отправлено в Дели для погребения. Он был похоронен в Мавзолее Хумаюна.